# Bisuschio

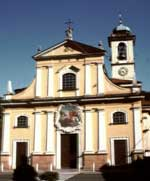
Pfarrkirche San Giorgio

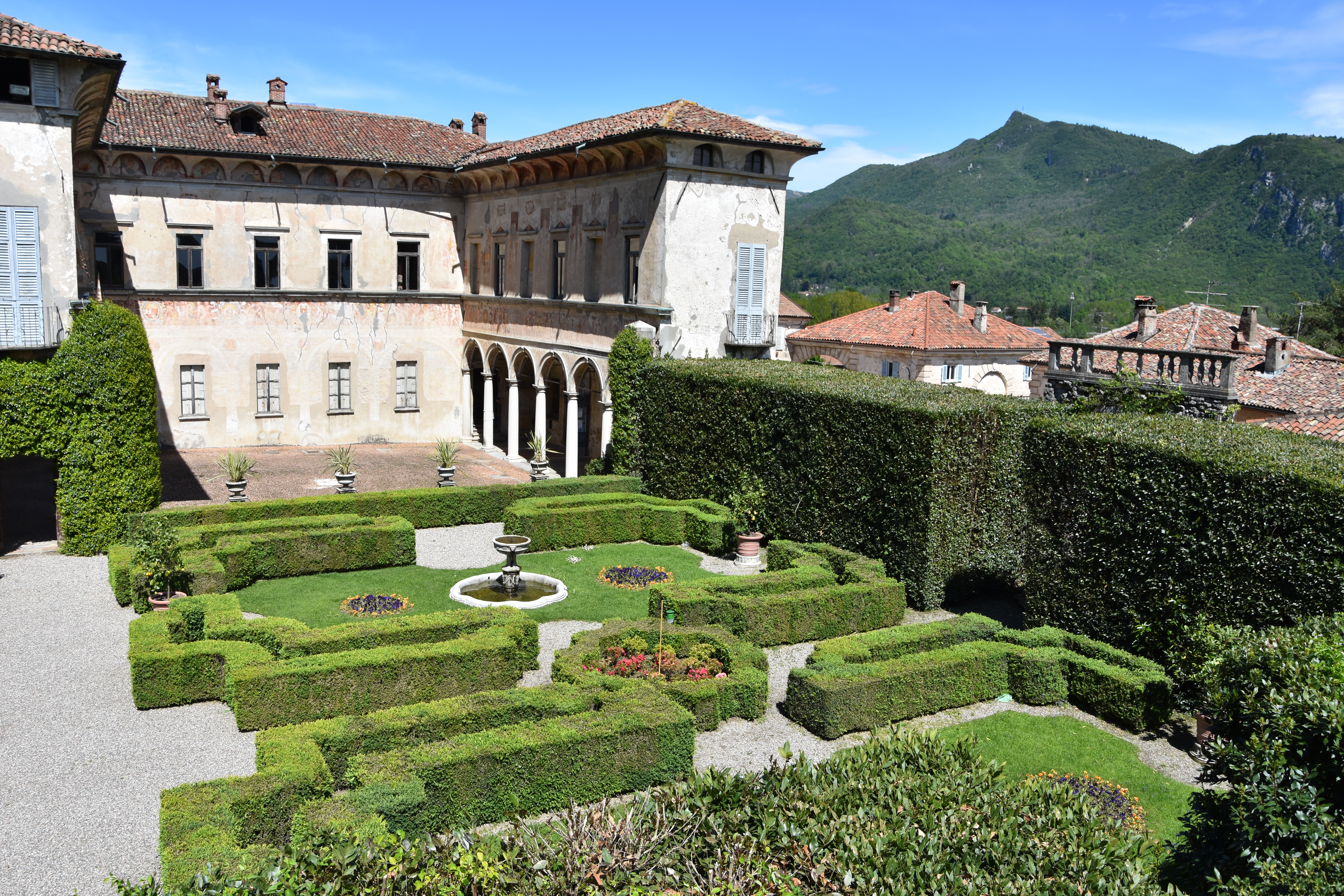
Villa Cicogna Mozzoni

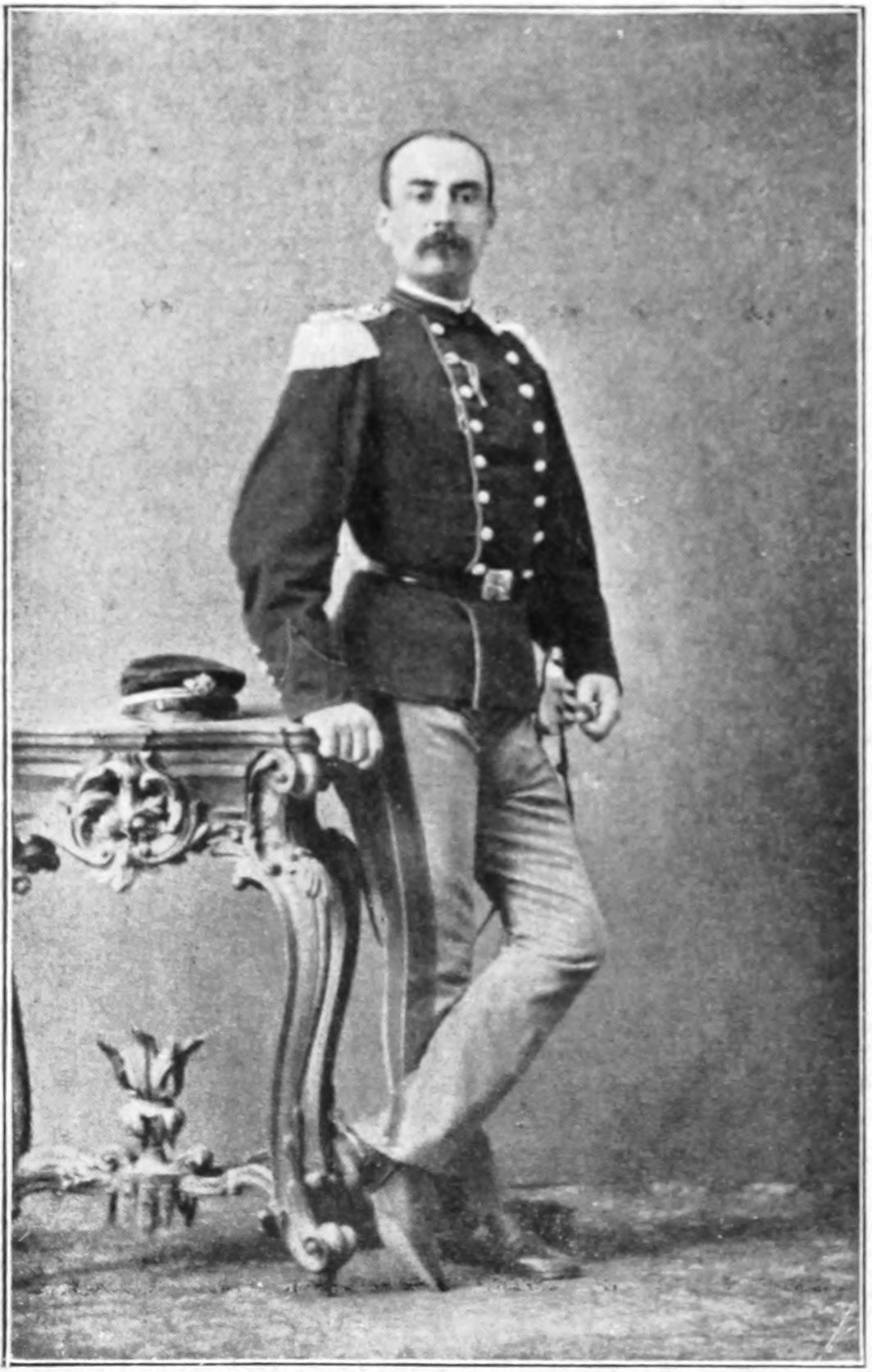
Giovanni Mozzoni

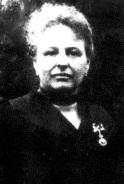
Anna Maria Mozzoni

Bisuschio ist eine italienische Gemeinde (comune) in der Provinz Varese in der Region Lombardei.

## Geographie
Die Gemeinde liegt an der Staatsstraße 344 nahe dem Lago di Lugano und bedeckt eine Fläche von 7 km². Zu Bisuschio gehören die Fraktionen Piamo, Pogliana, Ravasina und Rossaga. Die Nachbargemeinden sind Arcisate, Besano, Cuasso al Monte und Viggiù.

## Geschichte
Das Dorf Bisuschio wurde in den Statuten der Straßen und Gewässer des Herzogtums Mailand in der Form Besugio erwähnt und gehörte zur Pieve von Arcisate; es war eine der Gemeinden, die zum Unterhalt der Straße nach Bollate beitrugen (1346). Im Jahr 1484 wurden Arcisate und die anderen Gemeinden der Pieve von Gian Galeazzo Maria Sforza an seinen Ratsherrn Guido Antonio Arcimboldi verpfändet. Die Arcimboldi hielten das Lehen, das sich die Familien Visconti und später Visconti Borromeo teilten, bis 1727.
In den Registern des Estimo (Grundbuch) des Herzogtums Mailand von 1558 und den nachfolgenden Aktualisierungen im 17. Jahrhundert war Bisuschio noch in derselben Pieve enthalten. Nach den Antworten auf 45 Fragen, die 1751 vom Zweiten Volkszählungsrat gestellt wurden, war die Gemeinde mit insgesamt 870 Einwohnern dem Grafen Giulio Visconti Borromeo Arese als Lehen unterstellt, an den sie jährlich 60 Lire zahlte. Der Feudalrichter Giuseppe Viano Beltramini wohnte in Arcisate und erhielt von der Gemeinde jährlich 18 Lire und 8 Soldi. Bei ihm brachte der Konsul Beschwerden über die Fehde vor. Die Beschwerden, für die der königliche Richter zuständig war, wurden bei der königlichen Kanzlei in Varese eingereicht. Es war jedoch nicht üblich, einen Eid auf eines der beiden Ämter abzulegen.
Bisuschio verfügte über einen besonderen Rat, der sich aus zwei Bürgermeistern und zwei Prokuratoren zusammensetzte, die alle drei Jahre, gleichzeitig mit den Wahlen für den Kollektor, durch Abstimmung gewählt wurden. Die Mitglieder des Rates waren mit der Verwaltung des kommunalen Vermögens und der Überwachung der Fairness der öffentlichen Verteilungen betraut.
Der Kanzler, der ein Jahresgehalt von 42 Lire erhielt, wohnte in Cuasso al Monte und bewahrte die öffentlichen Akten in einer Truhe auf.

## Bevölkerung
| Bevölkerungsentwicklung | Bevölkerungsentwicklung | Bevölkerungsentwicklung | Bevölkerungsentwicklung | Bevölkerungsentwicklung | Bevölkerungsentwicklung | Bevölkerungsentwicklung | Bevölkerungsentwicklung | Bevölkerungsentwicklung | Bevölkerungsentwicklung | Bevölkerungsentwicklung | Bevölkerungsentwicklung | Bevölkerungsentwicklung | Bevölkerungsentwicklung | Bevölkerungsentwicklung |
| ----------------------- | ----------------------- | ----------------------- | ----------------------- | ----------------------- | ----------------------- | ----------------------- | ----------------------- | ----------------------- | ----------------------- | ----------------------- | ----------------------- | ----------------------- | ----------------------- | ----------------------- |
| Jahr                    | 1574                    | 1687                    | 1751                    | 1805                    | 1809                    | 1853                    | 1881                    | 1901                    | 1921                    | 1951                    | 1971                    | 1991                    | 2011                    | 2021                    |
| Einwohner               | 172                     | 598                     | 870                     | 1087                    | *1611                   | *1544                   | 1751                    | 1463                    | 1450                    | 1746                    | 3321                    | 3757                    | 4267                    | 4301                    |

- 1809 Fusion mit Besano
- 1812 Fusion mit Arcisate

## Sehenswürdigkeiten
- Pfarrkirche San Giorgio
- Villa Cicogna Mozzoni[2]

## Persönlichkeiten
- Ferdinando Della Chiesa (* 24. Februar 1909 in Bisuschio; † 27. April 1964 in Biel/Bienne), Glasmaler und Plastiker[3]
- Giovanni Mozzoni, Edelmann, Militär[4][5]
- Anna Maria Mozzoni (* 5. Mai 1837 in Mailand; † 14. Juni 1920 in Rom), Journalistin und Pionierin des Feminismus in Italien